# The Hoodoo Gurus
The Hoodoo Gurus is een in 1981 in Sydney opgerichte Australische rockband.

## Bezetting
Oprichters
- Dave Faulkner (leadzang, gitaar, keyboards)
- Roddy Radalj (gitaar, zang)
- Kimble Rendall (gitaar, zang)
- James Baker (drums)

Huidige bezetting
- Dave Faulkner (leadzang, gitaar, keyboards)
- Brad Shepherd (gitaar, zang)
- Richard Grossmann (basgitaar, zang)
- Nik Rieth (drums)

## Geschiedenis
De band rond oprichtingslid, songwriter en zanger Dave Faulkner werd in 1981 eerst geformeerd als Le Hoodoo Gurus. De bezetting was voor zover ongewoon, omdat Faulkner, Roddy Radalj en Kimble Rendall allen gitaristen waren en van de verplichting van een bassist aanvankelijk afzagen. Samen speelden ze de single Leilani in, die in oktober 1982 werd uitgebracht. Tot dit moment had Rendall de band al verlaten en werd vervangen door bassist Clyde Bramsley. Iets later verliet ook Radalj de band, die op zijn beurt werd vervangen door Brad Shepherd. In deze bezetting speelde de band hun debuutalbum Stoneage Romeos in, dat in 1984 werd uitgebracht en in Australië tot debuutalbum van het jaar werd gekozen. Ook in de Verenigde Staten was het album succesvol in de alternatieve en collegehitlijst. Voor de tournee door de Verenigde Staten verliet James Baker de band en werd vervangen door drummer Mark Kingsmill.
Al in 1985 verscheen dan met Mars Needs Guitars! het tweede album van de band, dat binnen de kortste keren uitgroeide tot hitsucces. Met de single Whats My Scene? van opvolger Blow Your Cool! schreef de band hun tot dan toe grootste internationale hit. Er volgde een uitgebreide wereldtournee. In 1988 verliet Clyde Bramley de band en werd vervangen door Rick Grossman. Met deze mutatie werd deze tot heden actieve bezetting gecompleteerd. In deze bezetting bracht de band tot 1996 vier verdere albums uit, die allen een aanhoudend succes kenden. Na 15 jaar kondigde de band uiteindelijk hun ontbinding voor 1997 aan en aan het eind van het jaar gingen ze op een uitgebreide afscheidstournee door Australische pubs. In januari 1998 gaven The Hoodoo Gurus hun laatste concert in Melbourne. De daarop volgende jaren stonden in het teken van diverse solo- en bandprojecten van de afzonderlijke leden en in 2001 kwam de band voor een concert weer samen.
In 2004 tekende de band uiteindelijk een nieuw contract en brachten met Mach Schau hun comebackalbum uit. In juli 2007 werden ze opgenomen in de Australische ARIA Hall of Fame. Na een labelwissel in 2009 verscheen in 2010 hun nieuwe album Purity of Essence. In 2015 verliet drummer Mark Kingsmill de band en werd vervangen door Nik Rieth.

## Discografie

### Singles
- 1982:	Leilani
- 1983:	Tojo
- 1983: My girl
- 1984:	I want you back
- 1985:	Bittersweet
- 1985: Like wow - wipeout!
- 1986:	Deaf defying
- 1986: Poison pen
- 1987:	What's my scene?
- 1987: Good times
- 1987: In the middle of the land
- 1988:	The generation gap
- 1989:	Come anytime
- 1989: Axegrinder
- 1989: Another word
- 1991:	Miss Freelove '69
- 1991: 1000 miles away
- 1991: A place in the sun
- 1991: Castles in the air
- 1993: The right time
- 1994:	You open my eyes
- 1994: Less than a feeling
- 1994: Nobody
- 1996:	Big deal
- 1996: If only
- 1996: Waking up tired
- 1997:	Down on me
- 1997: The real deal
- 2003:	That's my team
- 2004:	Nothing's changing my life
- 2004: When you get to California
- 2009:	Crackin' up
- 2010:	I hope you're happy
- 2010: What's in it for me?

### Albums
- 1984: Stoneage romeos
- 1985: Mars needs guitars!
- 1987: Blow your cool!
- 1989: Magnum cum louder
- 1991: Kinky
- 1994: Crank
- 1996: Blue cave
- 2004: Mach schau
- 2010: Purity of essence

### Compilaties
- 1992: Electric soup. The singles collection
- 1992: Gorilla biscuit
- 1998: Electric chair
- 1998: Armchair gurus
- 2000: Ampology
- 2012: Gold watch: 20 golden greats